# Matarsko podolje
Matarsko podolje este o arie protejată (arie specială de conservare — SAC, sit de importanță comunitară — SCI) din Slovenia întinsă pe o suprafață de 2.308,01 ha, integral pe uscat.

## Localizare
Centrul sitului Matarsko podolje este situat la coordonatele 45°29′48″N 14°09′09″E / 45.4968°N 14.1524°E.

## Înființare
Situl Matarsko podolje a fost declarat sit de importanță comunitară în aprilie 2004 pentru a proteja 4 specii de animale. Situl a fost protejat și ca arie specială de conservare în februarie 2012.

## Biodiversitate
Situată în ecoregiunea continentală, aria protejată conține 3 habitate naturale: Formațiuni de Juniperus communis pe lande sau pajiști calcaroase, Peșteri inaccesibile publicului, Păduri ilirice de Fagus sylvatica (Aremonio-Fagion).
La baza desemnării sitului se află mai multe specii protejate:
- mamifere (1): liliacul mic cu potcoavă (Rhinolophus hipposideros)
- nevertebrate (3): fluturele-tigru (Callimorpha quadripunctaria), Leptodirus hochenwartii, croitorul cenușiu al stejarului (Morimus funereus)